# Divisiones de Pakistán
Las provincias y territorios autónomos de Pakistán se subdividen en "divisiones", que se fraccionan en distritos, tehsils y finalmente consejos sindicales. Estas divisiones fueron abolidas en 2000, pero se restauraron en 2008. Las divisiones no se incluyen en el Territorio Capital de Islamabad o las Áreas Tribales Administradas por el Gobierno Federal, que se cuentan al mismo nivel que las provincias, si bien en 2018 las Áreas Tribales fueron incorporadas a la provincia de Jaiber Pastunjuá.

## Historia
Las divisiones administrativas habían formado un nivel integral de gobierno desde la época colonial. Las provincias de la India británica estaban subdivididas en divisiones, que a su vez se subdividían en distritos. En la independencia de 1947, la nueva nación de Pakistán comprendía dos secciones: la oriental y la occidental, separadas por la India. Tres de las provincias de Pakistán fueron subdivididas en diez divisiones administrativas. La única provincia en la sección este, Bengala Oriental, tenía cuatro divisiones: Chittagong, Daca, Khulna y Rajshahi. La provincia de Punyab Occidental tenía cuatro divisiones: Lahore, Multán, Rawalpindi y Sargodha. La provincia de la Frontera del Noroeste (como se llamaba entonces) tenía dos divisiones: Dera Ismail Khan y Peshawar. La mayoría de las divisiones fueron nombradas como sus capitales, con algunas excepciones.
Desde 1955 hasta 1970, la política de Una Unidad significó que había solo dos provincias en Pakistán: la del este y la del oeste. Pakistán Oriental tenía las mismas divisiones que Bengala Oriental tenía anteriormente, pero Pakistán Occidental ganó gradualmente siete nuevas divisiones agregadas a las seis originales. La Unión de Estados de Baluchistán se convirtió en la división de Kalat, mientras que la antigua Provincia Comisionada de Baluchistán se convirtió en la división de Quetta. La mayor parte de la antigua provincia de Sind se convirtió en la división de Hyderabad, y algunas partes se unieron al estado principesco de Khairpur para formar la división de Khairpur. El antiguo estado principesco de Bahawalpur se convirtió en la división de Bahawalpur, por lo que se unió a Punyab Occidental. El Territorio de la Capital Federal fue absorbido por Pakistán Occidental en 1961 y se fusionó con el estado principesco de Las Bela para formar la división Karachi-Bela. En 1969, los estados principescos de Chitral, Dir y Swat se incorporaron a Pakistán Occidental como la división de Malakand con Saidu como la sede de la división.

## Divisiones nuevas
Cuando se disolvió Pakistán Occidental, las divisiones se reagruparon en cuatro nuevas provincias. Gradualmente, a finales de los años 70, se formaron nuevas divisiones; Las divisiones de Hazara y Kohat se dividieron de la división de Peshawar; La división de Gujranwala se formó a partir de partes de las divisiones de Lahore y Rawalpindi; La división de Dera Ghazi Khan surgió de la de Multán; La división de Faisalabad se dividió de la de Sargodha; La división de Sibi se formó a partir de partes de las divisiones de Kalat y Quetta; El distrito de Lasbela fue transferido de la división de Karachi a la división de Kalat; la división de Makrán fue separada de la de Kalat. El nombre de Khairpur fue cambiado a Sukkur. Shaeed Benazir Abad (Nawabshah) también es una nueva división en Sind.
Durante el gobierno militar del general Zia-ul-Haq, el Consejo Consultivo de Ideología Islámica (encabezado por el juez Tanzilur Rahman) tuvo la tarea de encontrar formas de islamizar el país. Una de sus recomendaciones fue que las cuatro provincias existentes deberían disolverse y las veinte divisiones administrativas deberían convertirse en nuevas provincias en una estructura federal con una mayor delegación de poder, pero esta propuesta nunca se implementó.
En el pasado reciente (es decir, en las últimas tres décadas), la división de Nasirabad se separó de la de Sibi; La división de Zhob se separó de la de Quetta; la división de Bannu se separó de la de Dera Ismail Khan; la división de Mardán se separó de la de Peshawar; las divisiones de Larkana y de Shaheed Benazirabad. se separaron de la división de Sukkur; las divisiones de Mirpur Khas y de Banbhore se separaron de la división de Hyderabad. La capital de la división de Kalat se mudó de Kalat a Khuzdar.

## Abolición
En agosto de 2000, las reformas del gobierno local abolieron la "división" como un nivel administrativo e introdujeron un sistema de consejos de gobiernos locales, con las primeras elecciones celebradas en 2001. Luego de esto hubo una reestructuración radical del sistema de gobierno local para implementar "el principio de subsidiariedad, por lo que todas las funciones que pueden desempeñarse efectivamente a nivel local se transfieren a ese nivel". Esto significó la devolución de muchas funciones a los distritos y tehsils, que anteriormente se manejaban a nivel provincial y divisional. En la abolición, había veintiséis divisiones en Pakistán, cinco en Sind, seis en Baluchistán, siete en Jaiber Pastunjuá y ocho en Punyab. La abolición no afectó a las dos divisiones de Azad Cachemira, que forman el segundo nivel de gobierno.

## Restauración
En 2008, después de las elecciones públicas, el nuevo gobierno decidió restaurar las divisiones de todas las provincias.
Actualmente Punyab tiene diez divisiones (y un total de 36 distritos), siendo las divisiones de Sahiwal y de Sheikhupura las más nuevas.
En Sind después de la expiración del término de los Organismos de Gobiernos Locales en 2010, se restableció el sistema de Comisionados de División.
En julio de 2011, luego de una violencia excesiva en la ciudad de Karachi y después de la división política entre el partido gobernante PPP y el partido mayoritario en Sind, el MQM, y después de la renuncia del gobernador de Sind, el PPP y el gobierno de Sind decidieron restaurar el sistema de comisionados en la provincia. Como consecuencia, las cinco divisiones de Sind fueron restauradas, a saber, Karachi, Hyderabad, Sukkur, Mirpurkhas y Larkana con sus respectivos distritos. Recientemente se agregaron dos nuevas divisiones en Sind, Banbore y Nawab Shah/Shaheed Benazirabad.
El distrito de Karachi fue desintegrado en sus 5 distritos constituyentes originales: Karachi Oriental, Karachi Occidental, Karachi Central, Karachi del Sur y Malir. Recientemente se elevó a Korangi como el sexto distrito de Karachi. Estos seis distritos forman la actual división de Karachi ahora.

## Las divisiones actuales
La tabla siguiente muestra las divisiones actuales por provincia.
| Divisiones de Baluchistán      | Divisiones de Baluchistán | Divisiones de Baluchistán | Divisiones de Baluchistán | Divisiones de Baluchistán |
| División                       | Área (km²)                | Población censo 1998      | Población censo 2017      | Capital                   |
| ------------------------------ | ------------------------- | ------------------------- | ------------------------- | ------------------------- |
| Kalat                          | 140,612                   | 1,443,727                 | 2,509,230                 | Khuzdar                   |
| Makrán                         | 52,067                    | 832,753                   | 1,489,015                 | Turbat                    |
| Nasirabad                      | 16,946                    | 988,109                   | 1,591,144                 | Dera Murad Jamali         |
| Quetta                         | 64,310                    | 1,713,952                 | 4,174,562                 | Quetta                    |
| Sibi                           | 27,055                    | 630,901                   | 1,038,010                 | Sibi                      |
| Zhob                           | 46,200                    | 956,443                   | 1,542,447                 | Loralai                   |
| Divisiones de Jaiber Pastunjuá |                           |                           |                           |                           |
| División                       | Área (km²)                | Población censo 1998      | Población censo 2017      | Capital                   |
| Bannu                          | 4,391                     | 1,165,692                 | 2,044,074                 | Bannu                     |
| Dera Ismail Khan               | 9,005                     | 1,091,211                 | 2,019,017                 | Dera Ismail Khan          |
| Hazara                         | 17,194                    | 3,505,581                 | 5,325,121                 | Abbottabad                |
| Kohat                          | 7,012                     | 1,307,969                 | 2,218,971                 | Kohat                     |
| Malakand                       | 29,872                    | 4,262,700                 | 7,514,694                 | Saidu Sharif              |
| Mardan                         | 3,046                     | 2,486,904                 | 3,997,677                 | Mardan                    |
| Peshawar                       | 4,001                     | 3,923,588                 | 7,403,817                 | Peshawar                  |
| Divisiones de Punyab           |                           |                           |                           |                           |
| División                       | Área (km²)                | Población censo 1998      | Población censo 2017      | Capital                   |
| Bahawalpur                     | 45,588                    | 7,635,591                 | 11,464,031                | Bahawalpur                |
| Dera Ghazi Khan                | 38,778                    | 6,503,590                 | 11,014,398                | Dera Ghazi Khan           |
| Faisalabad                     | 17,917                    | 9,885,685                 | 14,177,081                | Faisalabad                |
| Gujranwala                     | 17,206                    | 11,431,058                | 16,123,984                | Gujranwala                |
| Lahore                         | 11,727                    | 8,694,620                 | 19,581,281                | Lahore                    |
| Multán                         | 17,935                    | 8,447,557                 | 12,265,161                | Multán                    |
| Rawalpindi                     | 22,255                    | 6,659,528                 | 10,007,821                | Rawalpindi                |
| Sahiwal                        | 10,302                    | 5,362,866                 | 7,380,386                 | Sahiwal                   |
| Sargodha                       | 26,360                    | 5,679,766                 | 8,181,499                 | Sargodha                  |
| Divisiones de Sind             |                           |                           |                           |                           |
| División                       | Área (km²)                | Población censo 1998      | Población censo 2017      | Capital                   |
| Banbhore                       | 31,436                    | 2,219,466                 | 3,566,300                 | Thatta                    |
| Hyderabad                      | 33,527                    | 4,610,071                 | 7,026,335                 | Hyderabad                 |
| Karachi                        | 3,528                     | 9,856,318                 | 16,051,521                | Karachi                   |
| Larkana                        | 15,543                    | 4,210,650                 | 6,192,380                 | Larkana                   |
| Mirpur Khas                    | 28,171                    | 2,585,417                 | 4,228,683                 | Mirpur Khas               |
| Shaheed Benazirabad            | 18,175                    | 3,510,036                 | 5,282,277                 | Nawabshah                 |
| Sukkur                         | 24,505                    | 3,447,935                 | 5,538,555                 | Sukkur                    |
| Divisiones de Gilgit-Baltistán |                           |                           |                           |                           |
| División                       | Área (km²)                | Población censo 1998      | Población censo 2017      | Capital                   |
| Gilgit                         | -                         |                           |                           | Gilgit                    |
| Baltistán                      | -                         |                           |                           | Skardu                    |
| Diamer                         | -                         |                           |                           | Chilas                    |
| Divisiones de Azad Cachemira   |                           |                           |                           |                           |
| División                       | Área (km²)                | Población censo 1998      | Población censo 2017      | Capital                   |
| Mirpur                         | -                         |                           |                           | Mirpur                    |
| Muzaffarabad                   | -                         |                           |                           | Muzaffarabad              |
| Poonch                         | -                         |                           |                           | Rawalakot                 |